# Eucalyptus jensenii
Eucalyptus jensenii är en myrtenväxtart som beskrevs av Joseph Henry Maiden. Eucalyptus jensenii ingår i släktet Eucalyptus och familjen myrtenväxter. Inga underarter finns listade i Catalogue of Life.